# Owain Lawgoch
Owain Lawgoch (engelska: Owain of the Red Hand, franska: Yvain de Galles), Owain ap Thomas ap Rhodri , född cirka 1330, död juli 1378, var en walesisk soldat som tjänstgjorde i Spanien, Frankrike, Alsace och Schweiz. Han ledde en legoarmé som kämpade på Frankrikes sida mot den engelska armén i Hundraårskriget. Som den siste politiskt aktive ättlingen till Llywelyn den store på svärdssidan, var han pretendent till titlarna furste av Gwynedd och Wales. 

Huset Gwynedds vapensköld.